# أطفال الحروب
أطفال الحروب هو فيلم وثائقي طويل من إخراج «براين سينجل» أنتج عام 2010. تم تصوير الفيلم في شمال أوغندا على مدار ثلاث سنوات، ويحكي الفيلم قصة رحلة مجموعة من أطفال مجندين بينما يعالجون جراحهم ويتلقون علاجًا نفسيًا في مركز لإعادة التأهيل.
لقد اختُطف هؤلاء الأطفال من منازلهم وحرموا من الذهاب إلى المدارس على يد جيش الرب الأوغندي، وهي حركة مسلحة شبه دينية يقودها مجرم الحرب العالمي جوزيف كوني الذي يدعي نفسه نبيًا، ولهذا يجاهد هؤلاء الأطفال لمواجهة سنوات من الإذلال الوحشي والقتال القسري والترسيخ العقائدي بمساعدة فريق من الأبطال من استشاريي الجراح. بينما يرشد هؤلاء الحلفاء الشجعان الأطفال نحو حياة جديدة، ينير وثائقي أطفال الحروب الطريق بقصة قوية وعفوية من التسامح والأمل في السعي إلى محو آثار ونتائج الحرب.

## منظور تاريخي
لقد استمرت الحرب في شمالي أوغندا على مدار ما يربو عن عقدين من الزمن (1986–2006). فلقد حارب المتمردون في جيش الرب الأوغندي، تحت قيادة جوزيف كوني، من أجل الإطاحة بالحكومة المدنية والتأسيس لحكم يقوم على الوصايا العشر الإنجيلية. لكن ما يميز جيش الرب الأوغندي ويجعله نموذجًا مأساويًا أن غالبية من كانوا يحاربون في صفوفه كانوا من الأطفال المجندين.
على مدار عشرين عامًا من الحرب، تم اختطاف ما يقدر بـ 35 ألف صبي وفتاة عنوةً من منازلهم ومدارسهم وقراهم الأصلية، وتم تقييدهم وتسييرهم إلى مخابئ المتمردين التي تقع في أعماق الأدغال لأوغندا. وهناك كان يتم تعريفهم على ثقافة الجيش القائمة على مفاهيم شبه عقائدية وذلك من خلال مجموعة من المذاهب الدينية وإساءة المعاملة بالتعذيب والمشاركة القسرية في أعمال عنف وحشية إلى أبعد مدى. وفي الغالب كان يتم إجبار هؤلاء الجنود الأطفال على قتل زملائهم من الأطفال المخطوفين وحرق وسلب القرى والتمثيل بالمدنيين، وقد يكون المدنيون في بعض الأحيان هم عائلات هؤلاء الأطفال. إن الخوف والاعتماد التام على خاطفيهم قد يفضي بكثير من هؤلاء الأطفال المُختطفين إلى الاستسلام والاندماج والتطبيع مع ثقافة العنف التي ينتهجها المتمردون وتبنيها من طرف هؤلاء النشء الصاعد. أضف إلى ذلك أنه كانت تقدم الكثير من الطفلات إلى قادة المتمردين باعتبارهن «زوجات» وكن يجبرن على إنجاب المزيد من الأطفال الذين يدخلون بدورهم إلى دائرة الحرب وإعادة إنتاج الحرب على المدنيين بالقرى المجاورة وأطفال القرى المجاورة من طرف هذا الجيش الإجرامي.
كان كوني ومن معه من المتمردين يستهدفون المدنيين في المقام الأول وكانوا يرتكبون مجازر على أبشع ما يكون حتى يتسنى لهم إثبات قوتهم وإشاعة الخوف في نفوس من يأبون إظهار الدعم الواضح لهم. وكانوا يقتلون الآباء والأمهات والأطفال الرضع وكانوا يبترون أعضاءهم أو يحرقونهم «ليخلصوا الأرض من الأرواح الشريرة.» «وكان يتم استهداف الأطفال استهدافًا خاصًا في بعض الحالات: فقيمتهم الرمزية باعتبارهم نموذجًا للبراءة ومستقبل المجتمع تمنحهم القوة في الضغط على المجتمعات.» ولقد خلفت هذه الحملة من الإرهاب ما يزيد عن 100 ألف قتيل وآلاف من الجرحي وممن بترت أيديهم أو أرجلهم ومليون ونصف شخص أجبروا على العيش في مخيمات النازحين القذرة التي كانت تُصنع من مواد هشة. وليزداد الأمر سوءًا، كانت الحكومة التي تحكم الجزء الجنوبي متهمة بشكل كبير بتضخيم الأزمة عبر سنوات من التغاضي وتجاهل الأزمة. في عام 2006، صرح جان إيجلاند، المستشار الخاص السابق للأمين العام لـ الأمم المتحدة، أن الوضع في شمالي أوغندا قد أصبح «المأساة الإنسانية الأكثر إهمالاً في العالم.»
منذ عام 2006، وصلت الحرب إلى طريق مسدود غير مستقر. فنتيجة الحملة العسكرية المتزايدة التي شنتها الحكومة الأوغندية، بدأت الهجمات وعمليات الخطف التي يقوم بها المتمردون في التناقص ببطء. وقام كوني والجيش التابع له بنقل مقر عملياتهم عبر الحدود إلى داخل شرقي الكونغو.
في قلب هذه الحالة من عدم التيقن بين السلام والحرب والحياة والموت والأمل واليأس، تمكن العديد من الأطفال الجنود من الخروج من الحرب إما بعمليات هروب معجزة أو بأسرهم أثناء المعارك. وكان يتم تحويل هؤلاء الفتيان والفتيات مباشرةً إلى مراكز لإعادة التأهيل، وكانوا يمرون بعملية علاج مذهلة ليستأنفوا حياتهم بعد الحرب. وكانوا في معظمهم يحملون أعباءً وجدانية ونفسية لشباب موصوم وكان ذلك ينعكس في أعراض عدم الثقة والشعور الفظيع بالذنب والخوف واحتقار الذات واليأس. ولكن بوصفهم ناجين من تلك الحرب، أظهر العديد نزاهة كبيرة مؤثرة تتجاوز أعمارهم.
في شهر مايو لعام 2006، وجهت الدعوة لصانع الفيلم براين سينجل لزيارة مركز راشيل لإعادة التأهيل في منطقة شمال أوغندا التي دمرتها الحرب. تأسس هذا المركز عام 2003 على يد الصحفي والكاتب البلجيكي إلس دي تيميرمان الحاصل على العديد من الجوائز، ورسالة مركز راشيل هي إعادة تأهيل ودمج من سبق اختطافهم والأطفال الجنود. وكان الهدف من زيارة السيد سنجل إلى المركز هي الاستماع وتسجيل قصص وآلام هؤلاء الأطفال وتوثيقها بينما هم يتعافون من حياتهم السابقة كجنود من الأطفال.

## عرض الفيلم وتكريمه
أطفال الحروب عُرض في شهر نوفمبر من عام 2009 في معهد السلام الأمريكي في واشنطن العاصمة. واشترك مشروع التقارير الدولية في استضافة عرض الفيلم. وفي شهر ديسمبر من عام 2009، أقيم عرض خاص للفيلم في المسرح المصري التاريخي في هوليوود كجزء من مهرجان أفلام النشطاء السنوي الدولي السادس، حيث فاز الفيلم بجائزة أفضل فيلم للدفاع عن حقوق الطفل. وفي فبراير من عام 2010 حصل الفيلم على جائزة سينما من أجل عدالة السلام في برلين من لويس مورينو أوكامبو، المدعي العام لـ المحكمة الجنائية الدولية. وفي شهر مارس حصل الفيلم على جائزة مؤسسة باربرا هندريكز على شرف سيرجيو فييرا دي ميللو في المهرجات الدولي لحقوق الإنسان في جنيف بسويسرا. وفي أبريل من عام 2010، حل فيلم «أطفال الحروب» ضيفًا على «سينما من أجل السلام» ومنظمة العفو الدولية، وتم اختياره ليكون أول فيلم يعرض في مقر المحكمة الجنائية الدولية في لاهاي. في شهر مايو من عام 2010، تم عرض فيلم أطفال الحروب في مأدبة العشاء الافتتاحية في مؤتمر مراجعة المحكمة الجنائية الدولية التاريخي في كمبالا بأوغندا، وأعقب ذلك كلمة مؤثرة لمستشار جراح الأطفال جين إكايو الذي شارك في فيلم أطفال الحروب. وكان من بين الحضور الأمين العام للأمم المتحدة بان كي مون والمدعي السابق لـ محكمة نورنبيرغ بنيامين فيرينكز وبيانكا جاجر.
في شهر أكتوبر من عام 2010 كان العرض العالمي لفيلم أطفال الحروب أمام جمهور عالمي في قاعة الجمعية العامة التابعة للأمم المتحدة في مدينة نيويورك. ولقد حضر إلى هذا الحدث وفود من أكثر من أربعين دولة، وقدم للفيلم نائب الأمين العام للأمم المتحدة آشا روز ميجيرو وأستضافه مكتب الأمم الأمتحدة للأمين العام للأطفال والصراعات المسلحة ونائب الأمين العام المختص بها راديكا كومارساوامي وناقشته الصحفية في برنامج الديمقراطية الآن! آيمي جودمان. ولقد اختتمت الأمسية بعرض موسيقي خاص قدمه الموسيقي الأوغندي المشهور عالميًا جيوفري أورياما الذي يعرف جيدًا بمشاركته مع بيتر جابريل والعالم الحقيقي (Real World).
في ديسمبر من عام 2010، كان فيلم «أطفال الحروب» أول فيلم يعرضه مكتب المفوضية السامية للأمم المتحدة لحقوق الإنسان والمفوضية الأوروبية احتفالاً بـ يوم حقوق الإنسان. ولقد أقيم حدث في بروكسل ببلجيكا في مركز الفنون الجميلة بيعت جميع تذاكره وقدمت له بيانكا جاجر.
وتم تكريم مخرج فيلم «أطفال الحروب» براين سنجل في شهر سبتمبر من عام 2011 بحصوله على جائزة أرمين تي وينجر الإنسانية لـ «رؤية السعي وراء الحقيقة وشجاعة الكلام.» واستضاف حفل تقديم الجائزة مؤسسة أربا للأفلام والفنون في المسرح المصري بهوليوود بكاليفورنيا.

## وصلات خارجية
- الموقع الرسمي
- أطفال الحروب على موقع IMDb (الإنجليزية)
- أطفال الحروب على موقع روتن توميتوز (الإنجليزية)
- أطفال الحروب على موقع أول موفي (الإنجليزية)
- أطفال الحروب على موقع قاعدة بيانات الفيلم (الإنجليزية)
- أطفال الحروب على موقع ليتربوكسد (الإنجليزية)